# Volo Itavia 897
Il volo Itavia IH897 era un volo effettuato dalla compagnia aerea italiana Itavia con un jet Fokker F28-1000, marche I-TIDE, che il 1º gennaio 1974 precipitò durante la fase di avvicinamento finale alla pista 36 dell'aeroporto di Torino-Caselle, causando 35 vittime tra i 38 passeggeri e 3 vittime tra i 4 membri dell'equipaggio.

## Dinamica
L'aereo dell'Itavia era decollato poco dopo le 10.30 dall'aeroporto di Cagliari-Elmas per fare scalo a Bologna e a Torino con destinazione finale a Ginevra.
Dall'aeroporto di Bologna era ripartito alle 12.40 alla volta di Caselle. Durante l'avvicinamento finale all'aeroporto, poco dopo le 13.30, il velivolo stava volando nella nebbia e in condizioni meteo sfavorevoli sotto il controllo radar GCA. La visibilità in pista, sulla pista 36, era di 900 metri.
L'aereo prima toccò la cima di un pioppo, a circa 15 metri di altezza, poi entrò in collisione con la parte superiore di un capannone in costruzione che provocò il distacco del flap dal bordo d'uscita dell'ala destra e la rottura della superficie alare inferiore. L'aereo iniziò quindi una rotazione a destra fino a quando l'ala destra e i piani di coda colpirono il suolo e si staccarono dall'aereo. Mentre il velivolo continuava a ruotare anche l'ala sinistra colpì il terreno e si staccò dalla fusoliera che a sua volta si schiantò a terra e rovesciata, si fermò contro una cascina agricola tra via Venaria e via Accossato, periferia di Caselle Torinese, a circa 3.700 metri a sud dalla pista di atterraggio.
Le inchieste, avviate successivamente, analizzarono il Flight Data Recorder, che risultò danneggiato, e il Cockpit Voice Recorder per capire le cause dell'incidente, oltre alla testimonianza dell'assistente tecnico superstite Gianpaolo Sciarra.
 Nel giugno 1978, il magistrato pervenne alla conclusione che la responsabilità era da individuare in un duplice errore dei piloti, Domenico Romeo e Giulio Montanari, che trascurarono di verificare l'altimetro e uscirono dal "sentiero di discesa" perdendo il riscontro del radar cercando l'approccio visivo con la pista. La somma delle due situazioni causò l'impatto dell'aereo con il suolo.

## Elenco delle persone coinvolte
Le vittime furono 36 e 6 i feriti di cui 2 morirono successivamente all'ospedale.

### Vittime
1. Bruno Chiti (assistente di volo)
2. Giulio Montanari (secondo pilota)
3. Domenico Romeo, 42 anni (comandante pilota)
Passeggeri
4. Signor Breckheimer
5. Signora Breckheimer
6. Signor B. Breckheimer
7. Signor S. Breckheimer
8. Signorina Y. Breckheimer
9. Antonio Cambarau, 39 anni
10. Rosa Cambarau, 36 anni
11. Giorgio Carta, 18 anni
12. Romualdo Colosimo
13. Efisio Cotza, 47 anni (marito di Eliana Ruggiu padre di Piero Cotza)
14. Rosalba Cotza, 17 anni (figlia di Eliana ed Efisio Cotza sorella di Piero Cotza)
15. Sandro Cotza, 15 anni (figlio di Eliana ed Efisio Cotza fratello di Piero Cotza)
16. Tiziana Cotza, 13 anni (figlia di Eliana ed Efisio Cotza sorella di Piero Cotza)
17. Antonio Gussio
18. Luigi Isoni (fratello di Enrico Isoni)
19. Rosa Isoni (moglie di Enrico Isoni)
20. Carmelo Lovoi, 44 anni
21. Vittoria Lovoi, 36 anni
22. Salvatore Lovoi, 9 anni
23. Signor Masia
24. Aldo Massidda, 49 anni
25. Gerlando Maugeri
26. Cecilia Melis
27. Signor Melis, 19 anni
28. Mario Pau
29. Carmen Porru
30. Marco Porru
31. Signor Ronconi
32. Bruno Sanginisi, 33 anni
33. Maria Luisa Serafini
34. Stefano Setzu
35. Signor Taormina
36. Patrizia Trovato, 11 anni
37. Giuseppina Trovato, 19 anni
38. Giancarlo Vecchi

### Feriti
1. Giampaolo Sciarra, 28 anni (assistente tecnico)
Passeggeri
2. Piero Cotza, 19 anni (figlio di Eliana ed Efisio Cotza)
3. Eliana Ruggiu in Cotza, 37 anni (moglie di Efisio Cotza mamma di Piero Cotza)
4. Enrico Isoni, 35 anni (marito di Rosa Isoni e fratello di Luigi Isoni)

## Soccorsi

La prua dell'aereo e il carrello anteriore.
Soccorsi.
Vigili del Fuoco estraggono i corpi delle vittime.
I corpi delle vittime recuperati.